# Чукало
Чука̀ло се нарича приспособление за врата, което позволява на хората извън къщата или друго жилище или сграда да предупреждават тези вътре за тяхното присъствие. Чукалото за врата има част, фиксирана към вратата, и част (обикновено метална), която е прикрепена към вратата чрез панта и може да бъде повдигната и използвана за удар върху плоча, монтирана на вратата, или самата врата, правейки шум. Ударната плоча, ако има такава, обикновено съпровожда и е свързана с чукалото. Чукалата на вратата често са богато украсени, но може да са и просто метална дръжка или пръстен.
Голямото търсене на антични чукала за врати в началото на 20-ти век в САЩ води до появата на ковани версии.

## Видове
Германският професор Франц Салес Майер разграничава три вида чукалки за врати:
1. Пръстен
2. Чук
3. Богато украсена категория, която може да приеме формата на животно или друга фигура[3]